# Jan Dołgowicz
Jan Dołgowicz (Skarbiewo, 21 dicembre 1954) è un ex lottatore polacco, specializzato nella lotta greco-romana.

## Palmarès

### Olimpiadi
- 1 medaglia:
  - 1 argento (Mosca 1980 nei pesi medi)